# Kamel Remili
Pour les articles homonymes, voir Remili.
Kamel Rémili, né le 29 mai 1968, est un ancien joueur de handball français d’origine algérienne par son père, arrivé en France dans les années 1950.
Joueur de l'US Créteil pendant plus de dix ans, il remporte un titre de champion de France en 1989 (ainsi que deux deuxièmes places en 1988, 1997), deux Coupes de France en 1989 et 1997 et prend part à cinq campagnes européennes, atteignant la finale de la Coupe d'Europe des vainqueurs de coupe en 1989 puis la demi-finale de la Coupe des clubs champions l’année suivante.
Depuis 2003, il est le directeur général de l'US Créteil. 
Il est le père de Nedim Remili, champion du monde en 2017, champion olympique en 2021 et champion d'Europe en 2024 avec l'équipe de France.